# Biskupi drohiczyńscy
Biskupi drohiczyńscy – biskupi diecezjalni i biskupi pomocniczy diecezji drohiczyńskiej.

## Biskupi

### Biskupi diecezjalni
| Lata urzędowania | Biskup | Biskup              | Uwagi |
| ---------------- | ------ | ------------------- | ----- |
| 1991–1994        |        | Władysław Jędruszuk |       |
| 1994–2014        |        | Antoni Dydycz       |       |
| 2014–2019        |        | Tadeusz Pikus       |       |
| od 2019          |        | Piotr Sawczuk       |       |

### Biskupi pomocniczy
| Lata urzędowania | Biskup | Biskup      | Uwagi                                                                        |
| ---------------- | ------ | ----------- | ---------------------------------------------------------------------------- |
| 1992–1994        |        | Jan Chrapek | następnie biskup pomocniczy toruński, późniejszy biskup diecezjalny radomski |